# Jaguares de Nayarit
Los Jaguares de Nayarit es un equipo de béisbol profesional que participará en la invernal Liga Mexicana del Pacífico (LMP) y tendrá su sede en Tepic, Nayarit, México. Hará su debut en la liga durante la temporada 2025-26.

## Historia
Durante décadas, el estado de Nayarit se ha caracterizado por su gran afición al rey de los deportes, al contar con una de las ligas regionales más fuertes del país: la Liga del Noroeste, actualmente conocida como Liga Nayarita de Béisbol (LINABE), contando con equipos que han servido de semillero de talentos que han logrado dar el salto tanto a las dos ligas profesionales del país, como a las grandes ligas de Estados Unidos. Así mismo, esta liga invernal cuenta con un gran arraigo en cada una de las nueve plazas que la componen. Es por ello que, durante los últimos años y después de la expansión hacia Guadalajara, Monterrey y Guasave, se estuvo especulando acerca de la incursión del estado de Nayarit como nuevo integrante de la Liga Mexicana del Pacífico, cerrando así por completo el corredor del Pacífico desde Sonora y Baja California, hasta Jalisco, lo cual era logísticamente más conveniente para los equipos. Sin embargo, debido a la falta de un parque de pelota adecuado para albergar un equipo profesional, no se tomaba como una candidatura fuerte.
Con la construcción del nuevo estadio de béisbol de Tepic impulsada por el gobierno federal y comenzada en abril de 2023, denominado Coloso del Pacífico, se buscó la llegada de una franquicia de béisbol profesional, siendo este inmueble propuesto tanto ante la Liga Arco Mexicana del Pacífico como a la Liga Mexicana de Béisbol.
En noviembre de 2023 se especuló el que sería a la postre el nombre oficial del equipo: los Jaguares de Nayarit. Durante ese año el mandatario estatal confirmó públicamente en reiteradas ocasiones que el nuevo parque de pelota ubicado en la colonia Santa Teresita sería la casa de una nueva franquicia de la liga invernal, pero que prepararían todo para su debut en la temporada 2026-27.
A principios de noviembre de 2024 y durante la inauguración del nuevo estadio de béisbol, el gobernador del estado, Miguel Ángel Navarro Quintero anunció el ingreso de Nayarit como nueva plaza de la Liga Mexicana del Pacífico.
A finales de marzo de 2025 comenzó a circular en medios de comunicación la versión de una posible mudanza de la franquicia invernal de los Sultanes de Monterrey hacia Tepic, para darle paso a los Jaguares y así los Fantasmas Grises enfocarían todos sus esfuerzos en su participación en la Liga Mexicana de Béisbol. Rumores que fueron inmediatamente desmentidos por la directiva regiomontana mediante un comunicado.
Finalmente, el día 10 de abril de 2025 la Asamblea de la LMP autorizó y confirmó la compraventa y mudanza de Sultanes de Monterrey a tierras nayaritas. Lo cual supondría el fin de los rumores y del ciclo de los Sultanes en la pelota invernal.
El día 20 de mayo y posterior a la tercera asamblea de dueños, la liga anunció oficialmente mediante una rueda de prensa ante medios que se había concretado de manera oficial la compra-venta y mudanza de la franquicia de Sultanes hacia Tepic, Nayarit.

### Debut
El viernes 6 de junio de 2025, la Liga publicó el calendario de la temporada 2025-26, debutando los Jaguares en casa, en el Estadio Coloso del Pacífico de Tepic, el día miércoles 15 de octubre ante Venados de Mazatlán. Siendo esta la primera serie inaugural en la historia del nuevo integrante de la Liga Arco Mexicana del Pacífico.

## Jugadores

### Roster actual
Temporada 2025-26
- Por determinar.

### Jugadores destacados
- Por determinar.